# Taheva (község)
Taheva község község Valgamaa megye déli részén. A községet Monika Rogenbaum polgármester vezeti. A község lakossága 2011. január elsején 771 fő volt, amely 204,7 km²-es területét tekintve 3,7 fő/km² népsűrűséget jelent.

## Közigazgatási beosztás

### Falvak
Taheva község területéhez 13 falu tartozik: Hargla - Kalliküla - Koikküla - Koiva - Korkuna - Laanemetsa - Lepa - Lutsu - Ringiste - Sooblase - Taheva - Tõrvase - Tsirgumäe.

## Képek

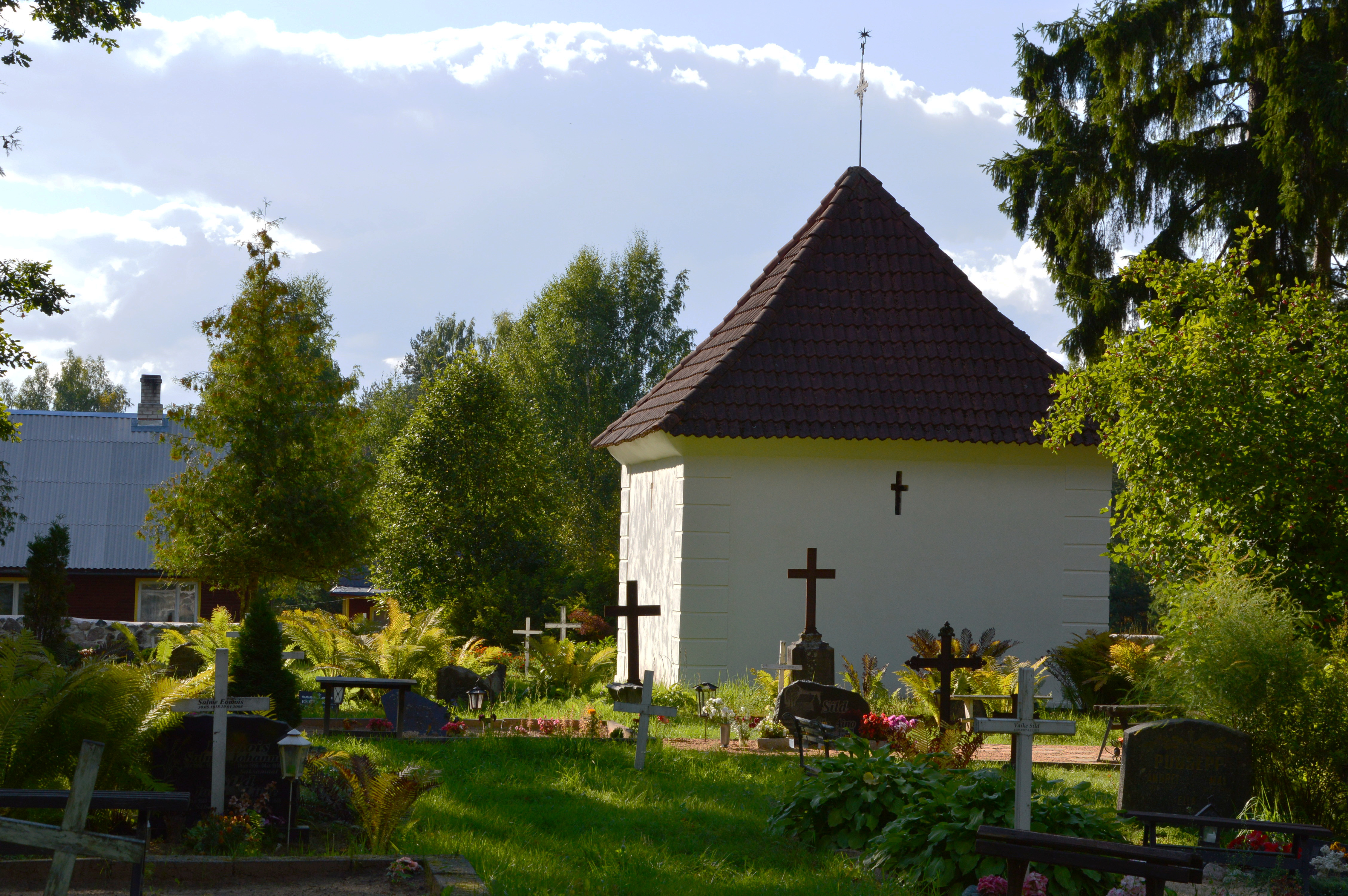
Hargla temetője
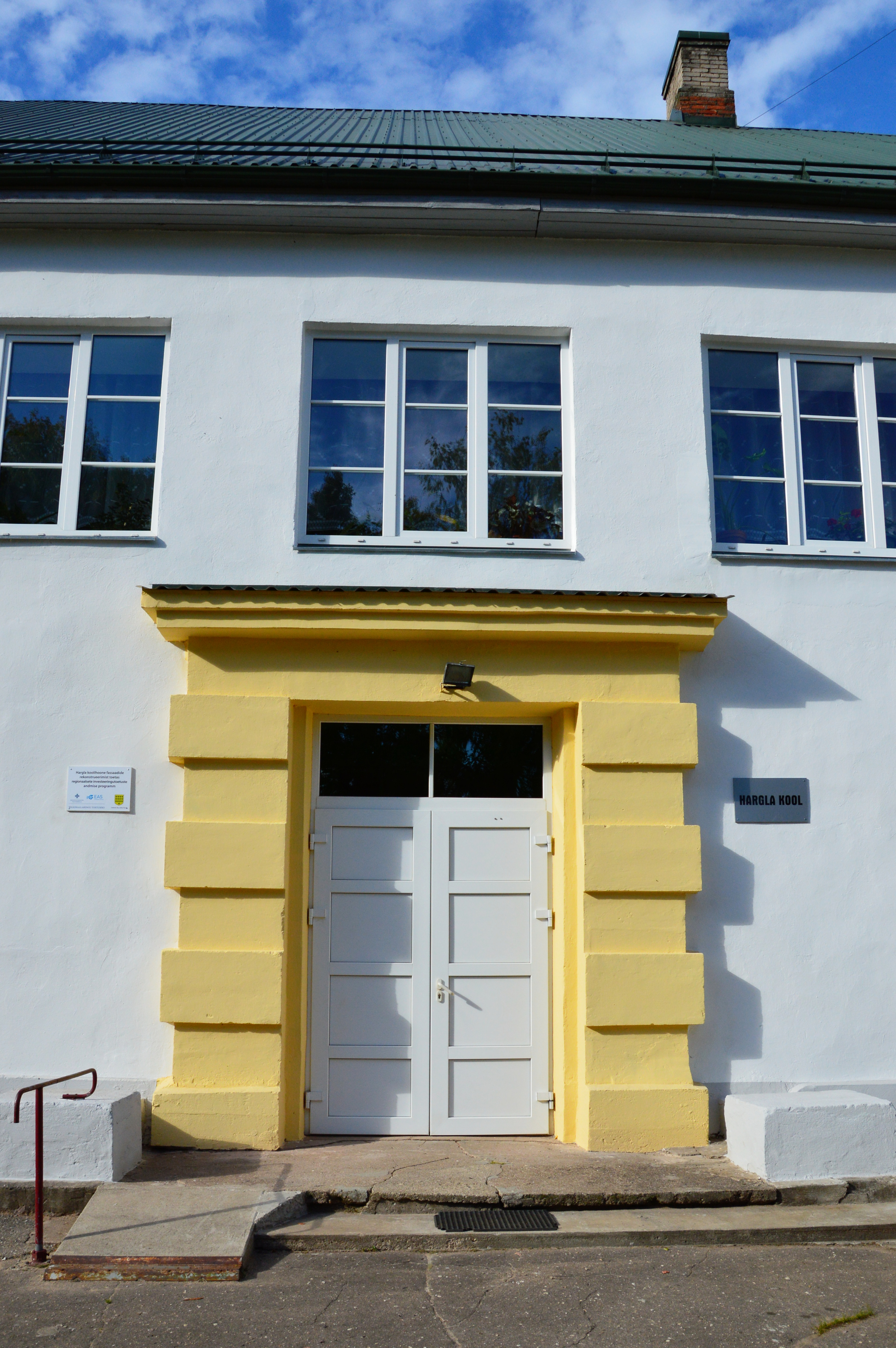
Hargla iskolája
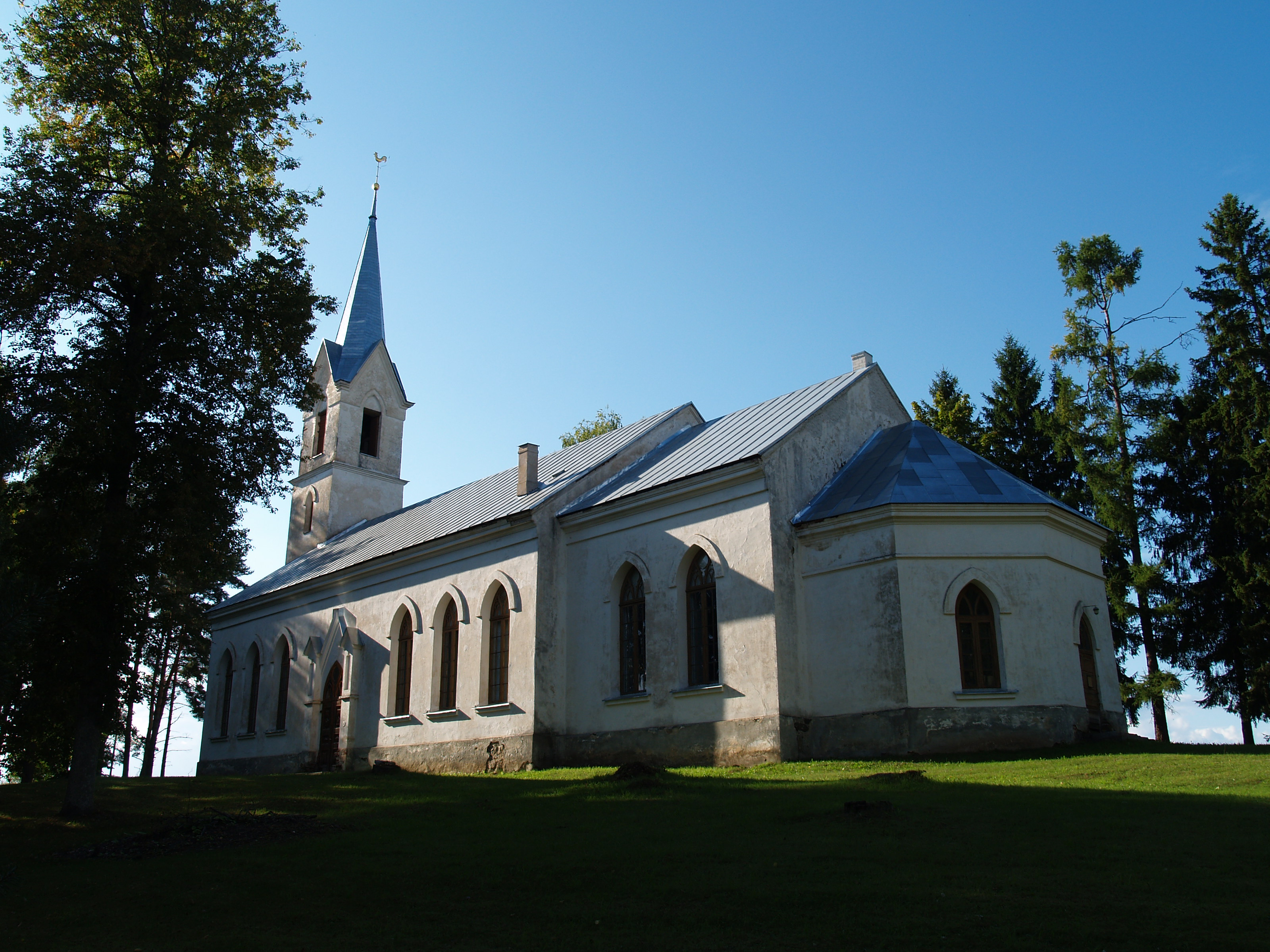
Hargla temploma
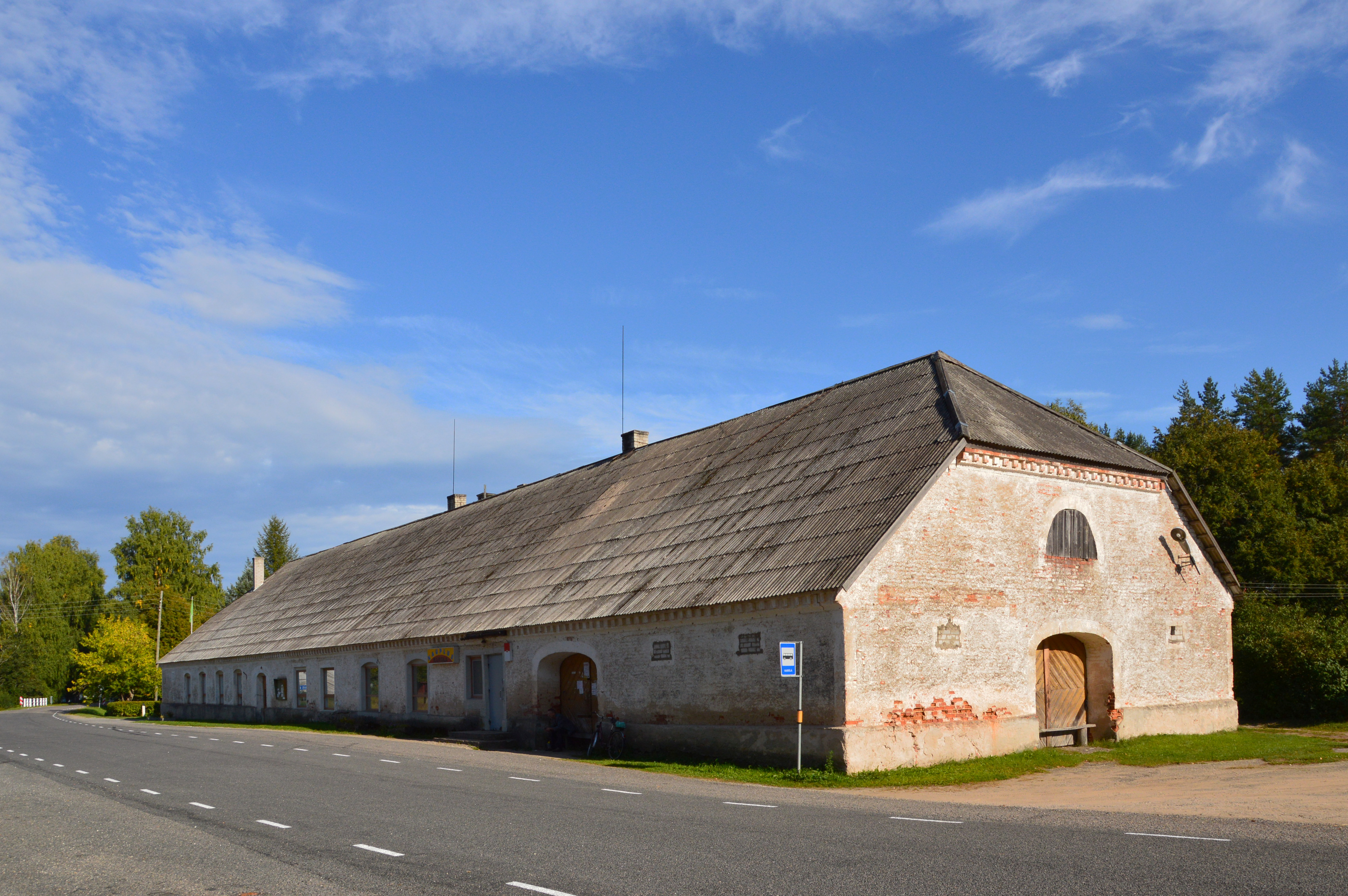
Hargla kocsmája
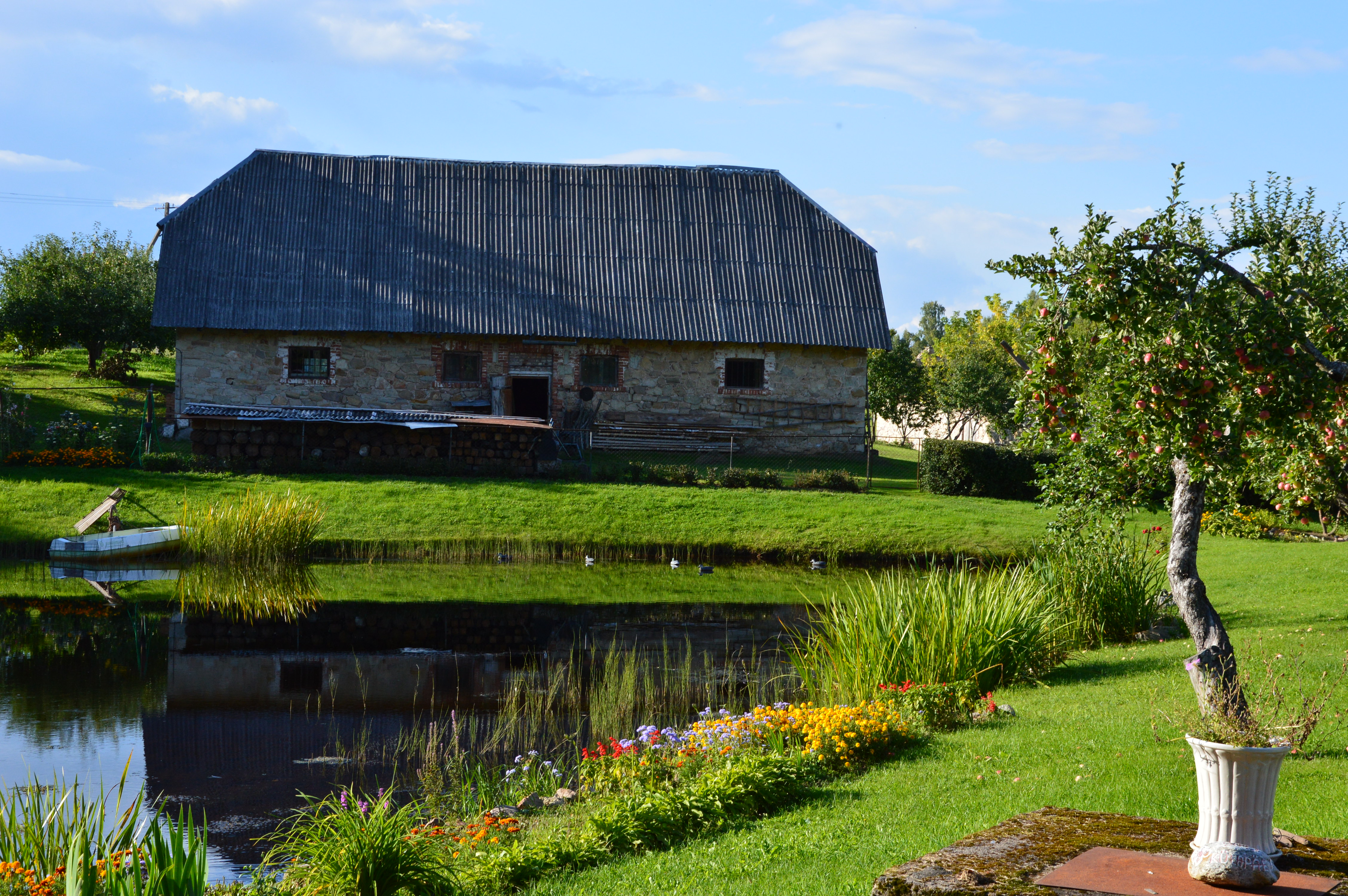
Taheva-kúria borospincéje
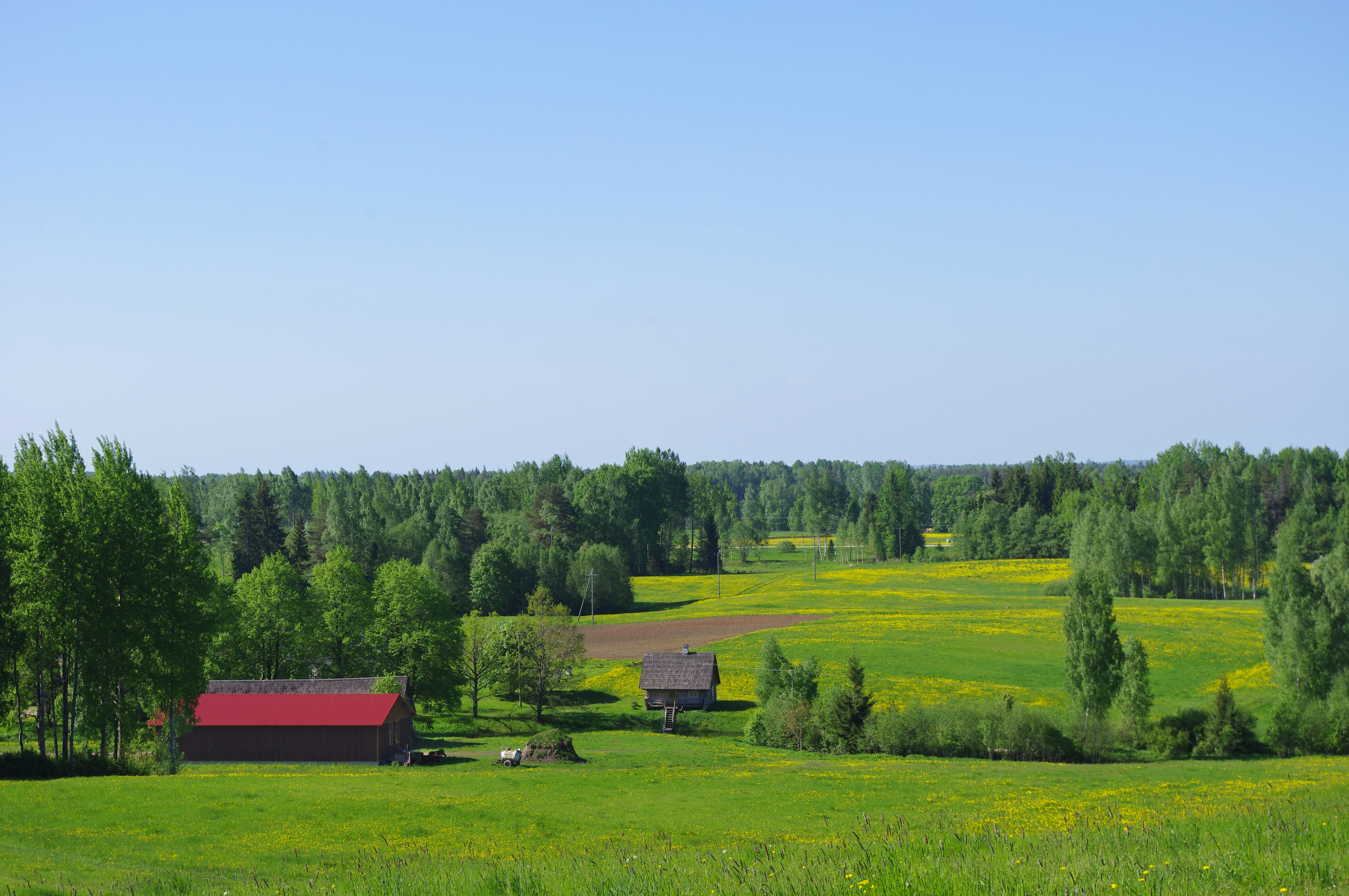
Laanemetsa falu
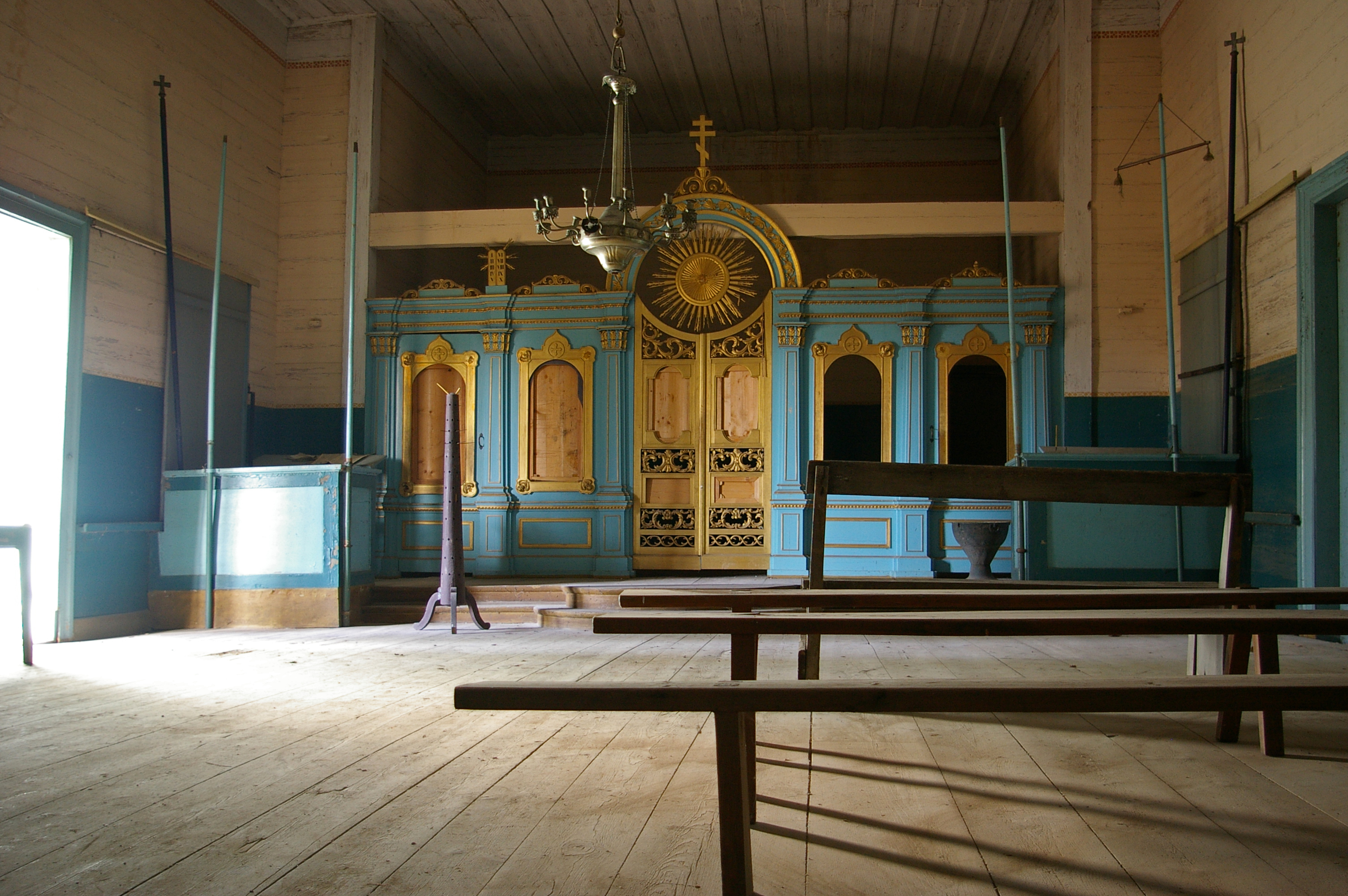
Laanematsa temploma belülről

## Fordítás
Ez a szócikk részben vagy egészben  a   Taheva vald című észt Wikipédia-szócikk ezen változatának fordításán alapul.  Az eredeti cikk szerkesztőit annak laptörténete sorolja fel. Ez a jelzés csupán a megfogalmazás eredetét és a szerzői jogokat jelzi, nem szolgál a cikkben szereplő információk forrásmegjelöléseként.